# Hubert Bayley Drysdale Woodcock

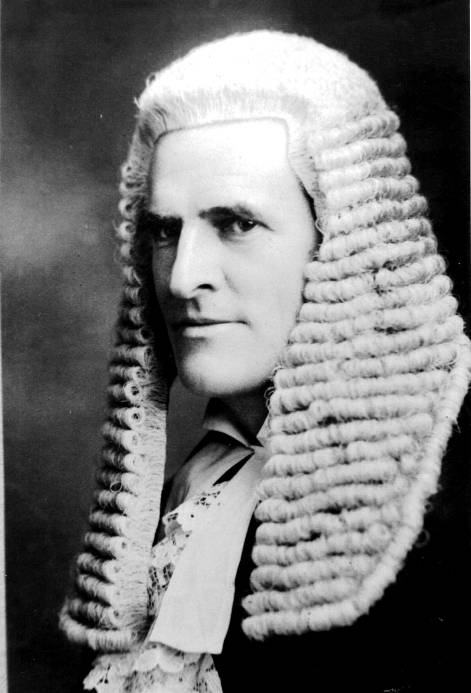
Hubert Bayley Drysdale Woodcock

Hubert Bayley Drysdale Woodcock (* 1867 in Antigua, Westindien; † 12. Februar 1957 in Bisley, Gloucestershire) war ein englischer Jurist und Amateurbotaniker. Sein offizielles botanisches Autorenkürzel lautet „Woodcock“. Früher war auch das Kürzel „Woodc.“ in Gebrauch.
Zusammen mit William Thomas Stearn verfasste er 1950 das Werk Lilies of the World: Their Cultivation and Classification.